# Bradypodion nemorale
Bradypodion nemorale är en kameleontart som beskrevs av Lynn R.G. Raw 1978. IUCN kategoriserar arten globalt som nära hotad. Inga underarter finns listade. Arten förekommer endast i två mindre skogar i Sydafrika.

## Beskrivning
En liten kameleont med kraftig kam och mellan 14 och 29 vårtor på ryggen. Färgen är brunaktig utan påtagliga skiftningar. Halsen har mellan 9 och 15 rundade valkar; de mellanliggande fårorna har vit hud. Honan kan bli upp till 8 cm lång, ej inräknat den 6,5 cm långa svansen. Hanen har ej beskrivits.

## Utbredning
Bradypodion nemorale är edemisk för Sydafrika, där den endast förekommer i Qudeni- och Nkandlaskogarna i KwaZulu-Natal. Populationen förefaller vara stabil, åtminstone i Nkandlaskogen. I Qudeni orsakar det höga befolkningstycket vissa problem med habitatförlust. En bidragande orsak till att arten ändå är rödlistad av den Internationella naturvårdsunionen (IUCN) som nära hotad ("NT") är att den totala levnadsytan endast är 184 km2.
Arten lever främst i trädkronorna, även om mindre individer kan påträffas i lägre vegetation.